# Banstead Athletic F.C.
Câu lạc bộ bóng đá Banstead Athletic là một câu lạc bộ bóng đá có trụ sở tại Tadworth, gần Epsom ở Surrey, Anh. Câu lạc bộ hiện là thành viên của Southern Combination Division One  và thi đấu tạ Merland Rise. Đội bóng trực thuộc Surrey County Football Association.

## Lịch sử
Câu lạc bộ được thành lập vào năm 1944 với tên gọi Banstead Juniors, trước khi có tên hiện tại trong mùa giải 1946-47. Sau khi giành được Surrey Intermediate Cup vào mùa giải đó, câu lạc bộ đã giành được các chức vô địch liên tiếp trước khi chuyển lên Surrey Senior League năm 1949. Đội đã về nhì trong mùa giải đầu tiên và tiếp tục vô địch giải đấu bốn lần liên tiếp trong giai đoạn 1950-51 và 1953-54, với việc Harry Clark ghi 81 bàn sau 26 trận trong mùa giải 1950-51. Hai mùa giải tiếp theo chứng kiến đội kết thúc với tư cách á quân trước Dorking, trước khi giành danh hiệu thứ năm vào năm 1956-57. Mặc dù họ đã kết thúc với vị trí á quân một lần nữa trong hai mùa giải tiếp theo, câu lạc bộ đã đi xuống vào đầu những năm 1960, và đứng thứ hai từ dưới lên vào mùa giải 1961-62.
Mùa giải 1964-65 chứng kiến Banstead giành chức vô địch Surrey Senior League thứ sáu của họ, giành chức vô địch với trung bình số bàn thắng từ Chobham, và họ chuyển lên Spartan League. Khi giải đấu hợp nhất với Metropolitan-London League vào năm 1975, tạo thành London Spartan League, Banstead được xếp vào Division One.
Năm 1979, câu lạc bộ chuyển sang Athenian League, duy trì cho đến khi giải thể vào năm 1984, giành chức vô địch League Cup 1980-81. Khi giải đấu xếp lại hầu hết các câu lạc bộ (bao gồm cả Banstead) tham gia Isthmian League, với Banstead được xếp vào Division Two South. Giải đấu được tổ chức lại vào năm 1991, với câu lạc bộ được xếp vào Division Two. Họ vẫn ở trong đội cho đến năm 2002 khi việc tổ chức lại giải đấu hơn nữa khiến họ chuyển đến Division One South. Hai năm sau, một cuộc tái tổ chức khác khiến đội được xếp vào Division One.
Vào cuối mùa giải 2005-06, Banstead từ chức ở Isthmian League và chuyển xuống giải Combined Counties League Premier Division. Sau khi kết thúc giải hạng nhất vào mùa giải 2011-12, họ đã bị xuống hạng đến Division One. Đội vô địch Division One vào mùa giải 2016-17, giành quyền thăng hạng trở lại Premier Division.

## Danh hiệu
- Spartan League
  - Vô địch League Cup 1965-66
- Athenian League
  - Vô địch League Cup 1980-81
- Combined Counties League
  - Vô địch Division One 2016-17
- Surrey Senior League
  - Vô địch 1950-51, 1951-52, 1952-53, 1953-54, 1956-57, 1964-65
- Surrey Intermediate Cup
  - Vô địch 1946-47

## Kỉ lục
- Vị trí cao nhất giải quốc nội: thứ 4 ở Isthmian League Division Two, 1995-96
- Thành tích tốt nhất tại Cúp FA: Vòng loại thứ ba, 1981-82, 2000-01[4]
- Thành tích tốt nhất tại FA Trophy: Vòng Một, 2003-04, 2004-05[4]
- Thành tích tốt nhất tại FA Vase: Bán kết, 1996-97[4]
- Kỉ lục số khán giả: 1.400 với Leytonstone, FA Amateur Cup, 1953[1]
- Cầu thủ ra sân nhiều nhất: Dennis Wall[5]
- Cầu thủ ghi nhiều bàn thắng nhất: Harry Clark[5]